# Mathilde de Hainaut
Mathilde (ou Mahaut) de Hainaut, (30 novembre 1293 - Aversa, 1331), est princesse d'Achaïe de 1313 à 1318.

## Biographie
Née le 30 novembre 1293,, Mathilde (ou Mahaut) est la fille unique d'Isabelle de Villehardouin, princesse d'Achaïe et de Morée et de son second époux, Florent de Hainaut, frère cadet du comte Jean Ier de Hainaut.
Elle épousa en 1299 Guy II de La Roche (mort en 1308), duc d'Athènes.
Veuve elle se remaria en 1313 à Louis de Bourgogne (1297 - 1316), roi titulaire de Thessalonique. Ce mariage conclut la fin d'un litige entre les Angevins et les Bourgogne. En effet, Hugues V, duc de Bourgogne et frère aîné de Louis, avait été fiancé à Catherine de Valois-Courtenay, mais Charles de Valois avait rompu les fiançailles pour marier sa fille à Philippe Ier de Tarente. En compensation, ce dernier avait rendu la principauté d'Achaïe à son héritière légitime et l'avait mariée à Louis de Bourgogne.
Le couple partit en Orient prendre possession du fief, qui était occupé par Ferdinand de Majorque, un autre prétendant. Ferdinand fut vaincu et tué à Manolada en Élide le 5 juillet 1316, mais Louis mourut empoisonné peu après.
Profitant de l'absence de prince, Jean d'Anjou (1294 - 1336), duc de Durazzo, l'enleva en 1318 et voulut l'épouser de force. Pressée par le pape Jean XXII d'accepter ce mariage, elle finit par avouer qu'elle avait secrètement épousé le chevalier Hugues de La Palice ; comme elle aurait dû obtenir pour ce mariage l'accord du roi Robert, elle fut déchue de ses droits sur la principauté. Hugues de la Palice fut exécuté en 1322 et Mathilde passa la fin de sa vie en prison, d'abord au château de l'Œuf à Naples puis à Aversa où elle mourut en 1331.